# 茅夷鴻
茅夷鸿，茅氏，名夷鸿，谥号成，又作茅成子，春秋时期邾国的卿。
前488年（周敬王三十二年、鲁哀公七年、邾隱公十九年、吴王夫差八年），鲁国攻打邾国，到达范门，邾子益（邾隱公）依然奏赏钟乐。茅成子请求向吴国求援，邾子益不答应，说：“鲁国敲打梆子的声音，在我们邾国可以听到，吴国与我国相距二千里，没有三个月到不了，哪能管得了我们？而且我国的力量难道不够抵御鲁国？”茅成子于是领着茅地人背叛邾子益，鲁军攻入邾国国都，住在邾子的宫内，军队白天抢劫。邾军在绎山（今邹城市峄山）守卫。鲁军在夜里抢劫，将邾子益带回鲁国，在亳社献俘，囚禁在负瑕（今济宁市兖州区），负瑕因此而有了绎山人。茅夷鸿于是带了五匹帛、四张熟牛皮，自己去请求吴国救援，对吴王夫差说：“鲁国以晋国衰弱、吴国遥远，倚仗着自己人多，而背弃了和吴王订立的盟约，看不起吴王的执事，来欺凌我们小国。邾国不敢爱惜自己，惧怕的是吴王的威信不能建立。吴王的威信不能建立，是我国担心的。夏天在鄫衍结盟，秋天就背弃，鲁国满足了欲求，而没有阻力，四方诸侯还怎么事奉吴王？而且鲁国拥有战车八百辆是大王的敌手，邾国战车六百辆却是大王的部属。把部属去送给敌手，还请大王考虑。”夫差听从了茅夷鸿的话，去进攻鲁国，鲁国于是倒向吴国，夫差废黜邾隱公，立其子邾桓公为国君。